# Gallo en chicha
El gallo en chicha es plato salvadoreño tradicional, aunque se cocina a nivel regional de Centroamérica, así como sugiere el nombre, se hace de gallo, chicha salvadoreña y panela. Es una versión adaptada del Coq aun Vin francés; así como muchas de las recetas salvadoreñas que son resultado de fusionar lo criollo con lo europeo; esta preparación es también una mezcla de influencias europeas e ingredientes locales de la cocina salvadoreñas.

## Tradiciones
El platillo es consumido en la mayor parte del país, pero tiene una presencia mayor en la parte central y occidental de El Salvador. El plato es consumido tanto en áreas rurales como urbanas; hecho normalmente para ocasiones especiales o celebraciones, así como días festivos o cumpleaños. Su no tan frecuente consumo, es porque el plato muy complicado de preparar, y se lleva mucho tiempo e ingredientes, haciéndolo un gran proceso de cocina.
- Datos: Q5519122